# Acremonium psychrophilum
Acremonium psychrophilum är en svampart som beskrevs av C. Möller & W. Gams 1993. Acremonium psychrophilum ingår i släktet Acremonium, ordningen köttkärnsvampar, klassen Sordariomycetes, divisionen sporsäcksvampar och riket svampar.   Inga underarter finns listade i Catalogue of Life.